# 롤리 데니스
롤리 데니스(Rowly Dennis, 1980년 11월 25일 ~ )는 잉글랜드의 배우이다.